# Шипки (Вілейський район)
Шипки (біл. вёска Шыпкі) — село в складі Вілейського району Мінської області, Білорусь. Село підпорядковане Хотеньчицькій сільській раді, розташоване в північній частині області.

## Історія
У 1921–1945 роках фільварок знаходилось у Польщі, у Вільнюській губернії, Вілейського повіту, гміні Хотеньчиці.

## Населення
- 1921 рік - 396 люди, 67 будинки[1].
- 1931 рік - 456 люди, 79 будинки[2].